# Чорнорєченська
Чорнорєченська — станиця в Лабінському районі Краснодарського краю, входить до складу Ахметовського сільського поселення.
Населення близько 800 осіб.
Розташована за 47 км від міста Лабінськ. З півдня і південного заходу станиця оточена горами, з південного сходу полями, з півночі і північного сходу річкою Лабою.